# تپه پیرنق
تپه پیر نق مربوط به سده‌های میانه دوران‌های تاریخی پس از اسلام است و در شهرستان کوثر، بخش فیروز، دهستان سنجبد جنوبی، روستای مشکول واقع شده و این اثر در تاریخ ۲۶ اسفند ۱۳۸۷ با شمارهٔ ثبت ۲۵۸۱۰ به‌عنوان یکی از آثار ملی ایران به ثبت رسیده است.